# Белуџи
Белуџи (Балуџи, Белучи, Балучи), народ иранске језичке породице, али нејасног порекла, настањен је на подручју Белуџистана које се простире у Ирану, Пакистану и Авганистану. Има их преко 10 милиона и то око 7 милиона у пакистанској покрајини Белуџистан, 2 милиона у иранској покрајини Систан и Белуџистан, око пола милиона у Авганистану и пола милиона у Оману. Поред ових подручја Белуџи у значајној мери живе и Уједињеним Арапским Емиратаима, Туркменистану, Кувајту, Катару, Саудиској Арабији и Сомалији. Говоре балуџи, који је близак персијском, и служе се арапским писмом. Како је Белуџистан планинско и сушно подручје, то је јако утицало на начин живота овог народа. Баве се земљорадњом, док неки воде полуномадски начин живота, бавећи се сточарством.

## Племена
Белуџи су подељени у многобројна племена која се у Пакистану састоје од две главне групе, Сулаимани и Макрани између којих су настањена Брахуи племена. 
Мања значајна племена: Ахмадани, Брахмани, Бугти, Цандиа, Гаскори, Гихки, Гопанг, Хахани, Јатои, Јискани, Кандани, Кораи, Ласхари, Магси, Мандрани, Мамдани, Мари, Мастои, Мирани, Мулиани, Наусервани, Раксхани, Саргани, Талпури, Умрани, Зарани. 
Племена која се служе систанским језиком су: Мир-Араб, Сањарани, Сарбанди, Саргази, Схахраки и Замир-Фарсуоон. 
Племена групе Ринд: Боздар (кланови: Дулани, Гхуламани, Цхакрани, Сихани, Схахвани, Јалалани и Рустамани), Дрисхак (кланови: Кирмани, Мингвани, Гулфази, Саргани и Арбани), Гурцхани (кланови: Дуркани, Схекхани, Ласхари, Петафи, Јискани, Сибзани), Кетран, Хоса, Лагари (4 клана: Хадиани, Алиани, Буглани, Хаибатани), Мазари, Каисрани (кланови: Ласкарани, Кубдини, Будхани, Васвани, Јарвари и Рустамани), Сори Лунд, и Тиби Лунд. 
Племена у Оману (2): Садозаи, Тахерза.

## Историја
Постоје различита гледишта о преклу Белуџа - претпоставке су да су они арапског, турског, иранског или римљанског порекла као претпоставка да су мигрирали у време освајања Александра Македонског.
Л. М. Дам наводи да су су Белуџи првенствено иранског порекла, Персијанци који су мигрирали из области јужног приобаља Каспијског језера. Л. В. Ошанин, совјетски антрополог је прихватао Дамову теорију. Северни и јужни Белуџи сматрају себе потомцима Арапа из области града Алепа. Несумњиво је да су се нека племена као што су Бугти и Ринд придружила Белуџима током ратова у Белуџистану док су Арапи били у том подручју.